# Гунбацу
Гунбацу (Військові фракції) (яп. 軍閥) це японський термін який має два різних значення (тлумачення). Його перше значення — посилання на японське військове керівництво, яке використовувало свій привілейований статус, щоб боротися з японським цивільним урядом за контроль над національною політикою в Японській імперії, цей вплив був особливо помітний на початку епохи правління японського імператора Сьова (Хірохіто"). Це також відноситься до суперницьких політичних угруповань або кіл в самій імператорській армії Японської імперії. Цей термін увійшов у загальне вживання в період правління японського імператора Тайсьо(1912-1926).

## Гунбацу з погляду японської національної політики
З моменту формування імператорської армії Японської імперії та імператорського флоту Японської імперії які були створені після реформи державного правління в Японії відомої в історії як «Реставрації Мейдзі» японські військові мали дуже сильний вплив на цивільний уряд Японської імперії. Уряд Японської імперії часів правління імператора Мейдзі вважав, що Японській імперії загрожує західний імперіалізм, і однією з головних мотивацій японської політики відомої як «Фукоку Кьохей» було зміцнення економічної та промислової основи Японської імперії, щоб вона могла створити сильну армію для захисту Японської імперії від зовнішніх сил. Майже всі японські військові лідери були колишніми самураями або нащадками самураїв і мали спільні цінності та погляди.
Основним чинником політичної влади японських військових було те що вони мали повну свободу від  цивільного контролю, що було гарантовано Конституцією Японської імперії, яка була прийнята в часи правління японського імператора Мейдзі. У 1878 році імператорська армія Японської імперії створила власний  Генеральний штаб імператорської армії Японської імперії взявши за зразок прусський (німецький) генеральний штаб. Ця новостворена структура була незалежною і рівною (а пізніше стала вищою) за повноваженням ніж військове міністерство Японської імперії. Невдовзі було створено імператорський флот Японської імперії з його власним Генеральним штабом Імператорського флоту Японської імперії. Ці структури  Генеральних штабів відповідали за планування та виконання військових операцій і підпорядковувалися безпосередньо японському імператору. Оскільки начальники Генеральних штабів не були членами кабінету міністрів Японської імперії, вони не підпорядковувалися прем’єр-міністру Японської імперії, таким чином, вони були повністю незалежними від японського цивільного нагляду чи контролю.
Японська армія та флот також мали вирішальне слово щодо формування (і виживання / тривалості) будь-якого японського цивільного уряду. Оскільки японський закон чітко вимагав, щоб посади міністра армії та міністра військово-морського флоту Японської імперії займали виключно офіцери дійсної служби, які були призначені їхніми відповідними службами, і оскільки закон також вимагав, щоб прем’єр-міністр Японської імперії пішов у відставку, якщо він не може заповнити всі посади передбачені в його уряді, через ці обставини японська армія і флот мали останнє слово при формуванні уряду Японської імперії та могли повалити (відправити у відставку) його у будь-який момент, відкликавши свого міністра та відмовившись призначити замість нього наступника. Хоча цю тактику фактично (де-факто) використали лише один раз (за іронією долі, щоб запобігти японському генералу пану Казусіге Угакі стати прем’єр-міністром Японської імперії в 1937 році), ця загроза завжди нависала, коли військові висували будь-які вимоги до японського цивільного керівництва.
Між 1885 і 1945 роками японські генерали й адмірали обіймали 15 із 30 посад прем’єр-міністрів Японської імперії, та 115 з 404 посад у цивільному уряді Японської імперії. Японські військові також мали широку політичну базу через «Асоціацію імперських військових резервістів» та інші японські політичні організації, включаючи японські націоналістичні політичні партії та японські таємні товариства.

## Гунбацу з погляду внутрішніх питань у японських військових
З моменту свого створення яке відбулось після реформи державного правління в Японії (Реставрація Мейдзі) японську армію роздирали численні внутрішні розбіжності.

### Ханбацу
Однією з найсерйозніших проблем, з якими зіткнулася новостворена імператорська армія та флот Японської імперії, було міжвідомче суперництво, яке було породжене залишками  феодальних настроїв. В японському офіцерському стані армії переважали чоловіки з колишнього володіння «Тьосю-хан», а у військово морських силах так само переважали чоловіки з колишнього володіння «Сацума-хан». Це створило дві основні проблеми: «Тьосю-хан» та «Сацума-хан» історично були ворогами і їхня традиційна ворожнеча що тривала десятиліттями відобразилася на суперництві та відсутності співпраці між двома основними гілками японської імператорської армії та флоту.
У стані японського старшого офіцерства переважали чоловіки, які не вагалися використовувати непотизм і фаворитизм, тому перед перспективними японських молодих офіцерів з інших частин Японської імперії було відмовлено в підвищенні в японській армії, а до їхніх навичок та ідей не прислухалися. Це викликало величезне невдоволення, що призвело до створення японського таємного товариства «Товариство подвійних листів», чиєю відкритою метою було зруйнувати контроль клану Тьосю-хан над імператорською армією Японської імперії. Лише в період правління японського імператора Тайсьо  випускники вищої військової академії імператорської армії Японської імперії та військової академії імператорської армії Японської імперії почали підривати вплив клану Тьосю-хан на керівництво японської армією.

### Вашингтонський морський договір
Імператорський флот Японської імперії був трохи більш відкритим, ніж імператорська армія Японської імперії, щодо просування кваліфікованого старшого персоналу. Одначе головна політична проблема всередині військово морських сил Японської імперії було зосереджено навколо Вашингтонської морської угоди 1922 року, ця угода призвела до внутрішнього поділу військово морських сил Японської імперії на фракцію, що виступає за договір і фракцію флоту що виступає проти договору.

### Політична фракційність
Як тільки імператорська армія Японської імперії подолала проблеми із залишками феодалізму, почали виникати нові проблеми між суперницькими колами японських офіцерів, які стверджували, що саме вони представляють «справжню волю» японського імператора. В основному ці кола поділились на дві воєнні фракції, перша воєнна фракція Кодоха (Імперський Шлях) з багатьма молодими японськими активістами, які рішуче підтримували політичну й військову стратегію Хокушин-Рон щодо превентивного удару по Радянському Союзу та  протилежна їм воєнна фракція Тосейха (Фракцію Контролю), яка прагнула запровадити більшу дисципліну в імператорській армії Японської імперії та прагнули війни з Республікою Китай як стратегічний імператив.
Фундаментальним для обох вищезгаданих воєнних фракцій було спільне переконання що національна оборона Японської імперії має бути посилена шляхом реформи японської національної політики. Обидві воєнні фракції перейняли деякі ідеї тоталітаризму, фашизму та державного соціалізму та інших політичних філософій і підтримали сильний скептицизм щодо політики японських політичних партій та так званої представницької демократії.
Однак замість конфронтаційного підходу воєнної фракції Кодоха (Імперський Шлях), яка хотіла здійснити революцію в Японській імперії та запровадити Реставрація Сьова. Воєнна фракція  Тосейха (Фракція Контролю) передбачала, що майбутня війна буде тотальною війною і потребуватиме співпраці японської бюрократії та японських олігархів дзайбацу для максимального збільшення промислового та військового потенціалу Японської імперії. Попри те, що після інциденту 26 лютого 1936 року воєнна фракція Тосейха стала панівною, елементи обох воєнних фракцій продовжували домінувати в армійській політиці до поразки Японської імперії в другій світовій війні та подальшої її капітуляції та розпуску імператорської армії Японської імперії в 1945 році.